# Psilacantha
Psilacantha là một chi bướm đêm thuộc phân họ Olethreutinae, họ Tortricidae Tortricidae.

## Các loài
- Psilacantha charidotis (Durrant, 1915)
- Psilacantha creserias (Meyrick, 1905)
- Psilacantha manifesta Diakonoff, 1973
- Psilacantha pryeri (Walsingham, 1900)
- Psilacantha spinosa Diakonoff, 1973